# Metodo diagonale

Metodo diagonale

Il metodo diagonale (MD) è una regola di composizione nella fotografia, nella pittura e nel disegno. Il fotografo e docente olandese Edwin Westhoff scoprì questo metodo mentre stava svolgendo degli esperimenti visuali per indagare perché la regola dei terzi sia così poco accurata. Dopo aver studiato una grande quantità di foto, di quadri di acqueforti, scoprì che generalmente i punti di attenzione sono situati sulle diagonali di un quadrato. Generalmente una foto è una forma rettangolare con una proporzione 4:3 o 3:2, per cui bisogna guardare le quattro bisettrici degli angoli. L'immagine è più piacevole se certi elementi corrono lungo queste linee.

## Teoria
Secondo il MD i punti di attenzione si trovano spesso a non più di un millimetro da una o più diagonali di 45 gradi uscenti da uno dei quattro angoli dell'immagine. Al contrario di altre regole di composizione, come la regola dei terzi e la sezione aurea, il MD dà minima importanza ai posti dove le linee si incrociano, e permette che un punto di attenzione sia messo in una posizione casuale sulla diagonale. Finché i dettagli si trovano su quelle linee, attirano l'attenzione. Il MD richiede però che i punti di attenzione siano messi molto precisamente sulla diagonale, con una tolleranza di un millimetro a formato A4. Diversamente dalle altre regole di composizione il MD non viene usato per migliorare la composizione.

## Applicazione
Il MD è nato da un'analisi di come gli artisti compongono istintivamente i dettagli, e può anche essere utilizzato a tal scopo. Così Westhoff scoprì che quando si disegnano le linee con un angolo di 45 gradi dagli angoli dell'immagine, si può vedere su quali dettagli l'attenzione dell'artista era concentrata. Gli artisti e i fotografi mettono i punti di attenzione istintivamente nella composizione. Con l'aiuto del MD si può immaginare quali dettagli l'artista della foto, del quadro o dell'acquaforte ha voluto mettere in evidenza. Dalla ricerca di Westhoff è risultato per esempio che i dettagli importanti dei quadri e delle acqueforti di Rembrandt van Rijn si trovano esattamente sulle diagonali. Si pensa agli occhi, alle mani o agli oggetti di uso corrente.
Inoltre il MD è utilizzabile anche come metodo per il taglio della propria opera. Dal 2007 Photoshop Lightroom contiene delle funzioni per tagliare le foto secondo il MD, oltre alle applicazioni per altre regole di composizione. Dal 2009 e 2010 gli script sono disponibili anche per Photoshop (attraverso Golden Crop), Paint Shop Pro, GIMP, Picture Window Pro e Inkscape. È molto difficile posizionare consapevolmente i punti di attenzione sulle diagonali mentre si fa una foto o un'opera d'arte, ma la tecnica può essere applicata durante la rifinitura. Si può per esempio spostare il soggetto principale più verso uno degli angoli servendosi del MD.
Il MD è applicabile solo su immagini che vorrebbero mettere in evidenza o accentuare certi dettagli, come un ritratto in cui una parte del corpo merita più attenzione, o una foto pubblicitaria che promuove un prodotto. Anche in alcune foto di paesaggi sono visibili dettagli importanti come persone, alberi (a sé stanti) o edifici che possono essere situati sulle diagonali, ma usualmente con le foto di paesaggi ed edifici si tratta dell'immagine totale, dove spesso ci sono altre linee che determinano la struttura dell'immagine, per esempio l'orizzonte.

## Fondamento
È noto che le diagonali, così come le mediane, il baricentro e gli angoli, appartengono alle linee di forza di un quadrato e vengono considerate più forti delle altre parti del quadrato. Quanto questi risultati siano trasferibili anche sui rettangolari, come le foto in proporzione 4:3 e 3:2, finora non è stato ricercato. Oltre al fondamento pratico del MD attraverso le varie analisi per il momento non ci sono note ricerche scientifiche che possano confermare il MD anche teoricamente.